# Mecistops leptorhynchus
Il coccodrillo dal muso stretto centrafricano (Mecistops leptorhynchus (Bennett, 1835)) è una specie appartenente alla famiglia Crocodylidae diffusa nell'Africa centrale. In passato lo si riteneva una popolazione di Mecistops cataphractus, ma in seguito a successivi studi genetici è stato riclassificato come specie distinta.

## Descrizione
Gli adulti di questa specie raggiungono una lunghezza massima di circa 3,5 m, anche se si ritiene che in rari casi possano raggiungere dimensioni superiori. La maggior parte degli individui presenta una colorazione dorsale marrone-giallastra, generalmente più chiara rispetto a quella di M. cataphractus, anche se sono stati osservati alcuni esemplari con una colorazione più scura tendente al nero. Le principali differenze morfologiche che distinguono questa specie da quella occidentale sono, oltre alle squame di dimensioni generalmente più ridotte, il cranio più sottile e la mandibola che, contrariamente a quella di M. cataphractus, risulta di un colore giallastro uniforme e (ad eccezione delle popolazioni presenti nei fiumi Epulu e Ituri in Repubblica Democratica del Congo) manca delle macchie scure tipiche invece della specie occidentale.

## Biologia
Il coccodrillo dal muso stretto centrafricano è uno dei coccodrilli meno studiati e conosciuti, si ritiene che il suo comportamento non differisca significativamente da quello di Mecistops cataphractus. Si ciba principalmente di pesce, anche se all'interno dello stomaco di vari individui sono stati rinvenuti resti di rettili, crostacei e insetti, inoltre in Gabon un esemplare adulto è stato osservato mentre cercava di predare un pellicano grigio. I nidi generalmente non superano i 125 cm di larghezza e i 45 cm di altezza e vengono costruiti tipicamente fra la fitta vegetazione presso la base di un grande albero o in un'isola fluviale, mai a più di 10 m al disopra del livello dell'acqua.

## Distribuzione e habitat
Questa specie è riscontrabile in gran parte dell'Africa centrale, dai fiumi Sangha e Dja in Camerun all'Angola settentrionale e dal Gabon al lago Tanganica in Tanzania. Abita esclusivamente i laghi e i fiumi di dimensioni medio-grandi presso aree coperte da densa vegetazione, eventualmente può abitare anche aree frequentemente inondate dalle piene.

## Conservazione
Non esistono dati certi sullo status di questa specie, ma si ritiene che abbia subito un forte declino a causa delle attività antropiche nel suo areale.